# Атлантичний міст (Панама)
9°18′35″ пн. ш. 79°55′11″ зх. д. / 9.30984° пн. ш. 79.9197° зх. д.
Атлантичний міст (ісп. Puente Atlántico) — третій міст через Панамський канал, є автомобільним мостом у Колоні, Панама, перетинає Атлантичний вхід до каналу.
Це третій міст через Панамський канал після Мосту двох Америк та Мосту Століття, обидва на тихоокеанській стороні каналу.
Міст є двопілонним, двоплощиним, бетонним балковим, вантовим мостом з основним прольотом 530 м і двома бічними прольотами по 230 м.
Східний і західний підходи мають довжину 1074 м і 756 м відповідно.
Міст був розроблений «China Communications Construction Company» (CCCC), що складається з «HPDI» та «Louis Berger Group»
, і
побудований «Vinci Construction».

## Маршрут
Міст є частиною місцевого сполучення (поки що без назви) між Боліварським шосе на сході та незабудованою західною зоною.
Він замінить поромну переправу через Панамський канал.
Це єдиний міст на північ від прорізу Кулебра.

## Будівництво
Для участі у тендері на будівництво мосту було затверджено три консорціуми: «Acciona Infraestructuras -Tradeco» (Іспанія та Мексика), «Novonor — Hyundai Joint Venture» (Бразилія та Корея) та «Vinci Construction Grands Projets» (Франція). Тендери відбулись у серпні 2012 р.

У жовтні 2012 року Управління Панамського каналу уклало контракт з французькою компанією «Vinci Construction» на будівництво третього мосту біля Атлантичного входу до каналу з кошторисом 366 мільйонів доларів США.

У той час міст не мав назви, але використовувалися назви: Третій міст, Міст Атлантичного входу, а також Атлантичний міст.

Будівництво мосту та під'їзних віадуків, яке розпочалося у січні 2013 року, завершено в 2016 році.
.
Основний проліт мосту був закріплений (з'єднаний в один проліт) 6 вересня 2018 року.

Міст був відкритий президентом Панами Лаурентіно Кортісо та адміністратором Панамського каналу Хорхе Кіхано у п'ятницю, 2 серпня 2019 року